# ScioŠkola

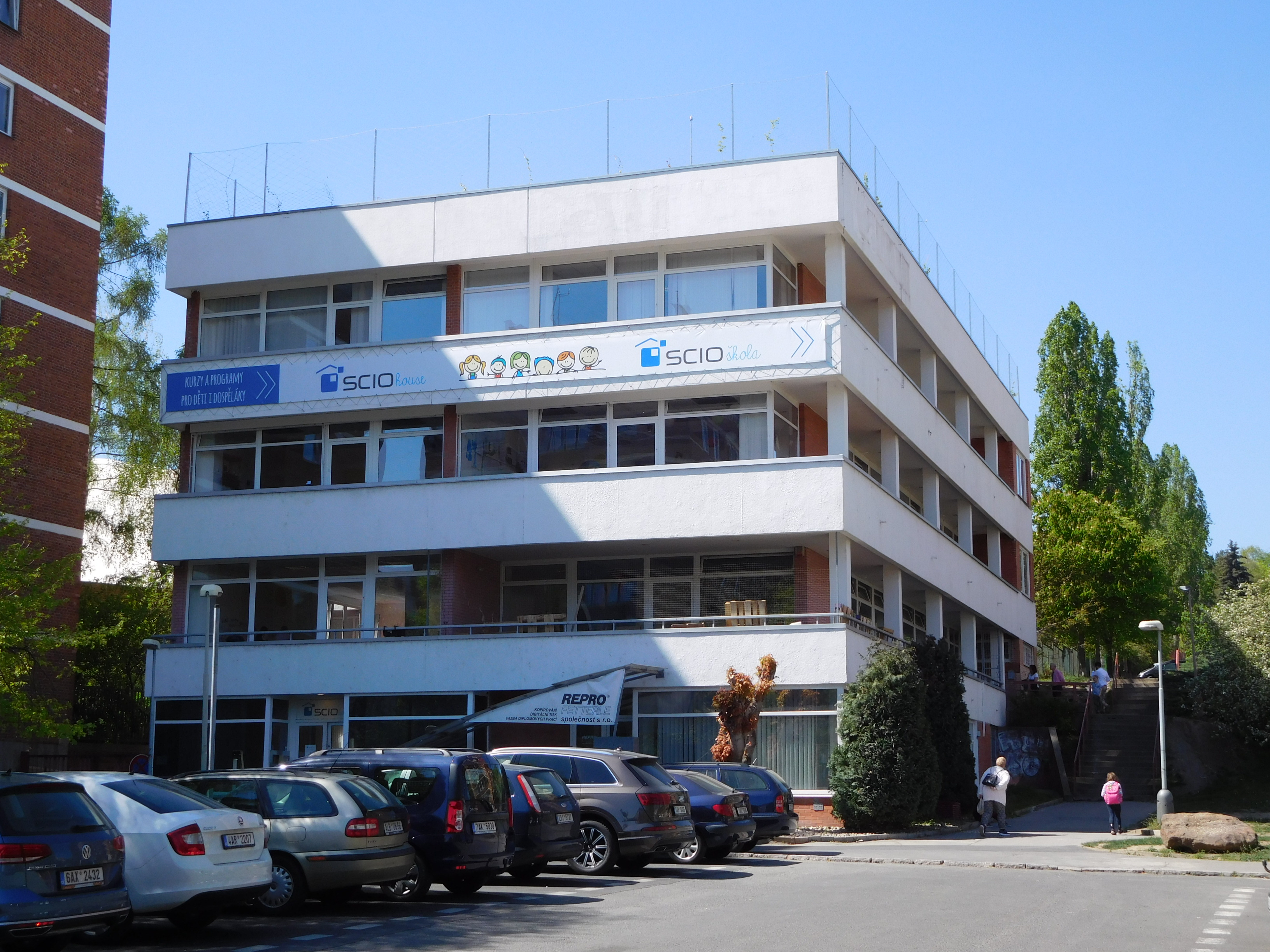
ScioŠkola v Praze 6

ScioŠkoly jsou nestátní alternativní základní školy založené společností Scio a inspirované svobodným přístupem ke vzdělávání. Heslem ScioŠkoly je: „Změna je trvalý stav.“ Zakladatel scioškol je Ondřej Šteffl. 

## Historie
Ke konci roku 2024 existovalo celkem 24 Scioškol po celém Česku – 18 základních škol a 3 střední školy, expediční základní škola a expediční střední škola. V září roku 2024 se otevřela první základní umělecká škola ScioArt.
První založená škola fungující od září 2015 byla na Praze 11, v září 2016 se otevřely na Praze 9, v Brně a Olomouci, a od září 2017 fungují další čtyři ScioŠkoly – na Praze 4, Praze 6, v Jihlavě a Frýdku-Místku. Vzhledem k tomu, že poslední jmenovaná škola nadvakrát nedostala souhlas ke zřízení od Ministerstva školství a nebyla tak zapsána do rejstříku škol (neměla nárok na státní dotace), až do srpna 2019, kdy byla do rejstříku zapsána, si nechávala říkat ScioNeŠkola. V září 2018 byla otevřena základní ScioŠkola na Praze 13 a první Střední ScioŠkola na Praze 3. V září 2019 byla otevřena základní ScioŠkola ve Zlíně. Od září 2020 pak ScioŠkola v Českých Budějovicích a Expediční ScioŠkola. Střední škola se přesunula na Žižkov. V roce 2023 se otevřela základní škola v Holešovicích. 

## Koncept
ScioŠkoly se od tradičního českého vzdělávacího systému liší v několika bodech:
1. Personál, který sám sebe nenazývá učitelé, ale průvodci, hraje v předávání znalostí převážně pasivní roli. Výuka tak spočívá především na samotných žácích. Není snaha učit žáky tvrdé znalosti, účelem je naučit je učit se.
2. Výuka se jen málo odehrává v lavicích klasickou formou (frontální výuka), ale pomocí projektů. Žáci si volí témata, na kterých samostatně nebo týmově pracují (projekty) a jejichž výsledky pak ostatním prezentují.
3. Výuka se často odehrává mimo školu (výstavy, exkurze, výlety, hřiště, příroda).
4. Ačkoli je zpětná vazba častá a zůstává důležitou součástí výuky ve ScioŠkole, ve škole se neznámkuje, netestuje a nestresuje. Žáci jen výjimečně dostávají domácí úkoly.
5. Žáci jsou navíc děleni do „kolejí“, které jsou věkově smíšené. V každé Scioškole je to jiné, někde se koleje starají o chod školy, jinde fungují jako zájmové kroužky (historická kolej, přírodovědná kolej...), další fungují prostě jako místo na setkávání různých věkových skupin.
6. Součástí školy je školní parlament (shromáždění), který se schází každý týden a projednává společný chod školy a ustanovuje nová pravidla. Každý průvodce i žák má jeden hlas při hlasování a ačkoli je účast na shromážděních dobrovolná, odsouhlasená pravidla jsou závazná pro všechny.
7. Děti se většinou učí ve víceročníkových třídách (dvojročí, trojročí). Často v menších skupinách, než je běžné.
8. V některých ScioŠkolách (Praha 11) musí žáci v 8. třídě vypracovat ročníkovou práci a odprezentovat ji před publikem.
9. Neprobíhají klasické třídní schůzky, ale setkání ve složení průvodce (učitel) – rodič – dítě. Každý žák má svého patrona, který s ním má průběžně individuální rozhovory, aby zajistil oboustrannou spokojenost i žákův posun a případně mu nabídl pomoc.[5][nenalezeno v uvedeném zdroji]